# Juan Navarro Baldeweg
Juan Navarro Baldeweg (Santander, Cantabria, 11 de junio de 1939) es un arquitecto, pintor y escultor español. Dirige en Madrid el estudio de arquitectura Navarro Baldeweg Asociados.

## Biografía

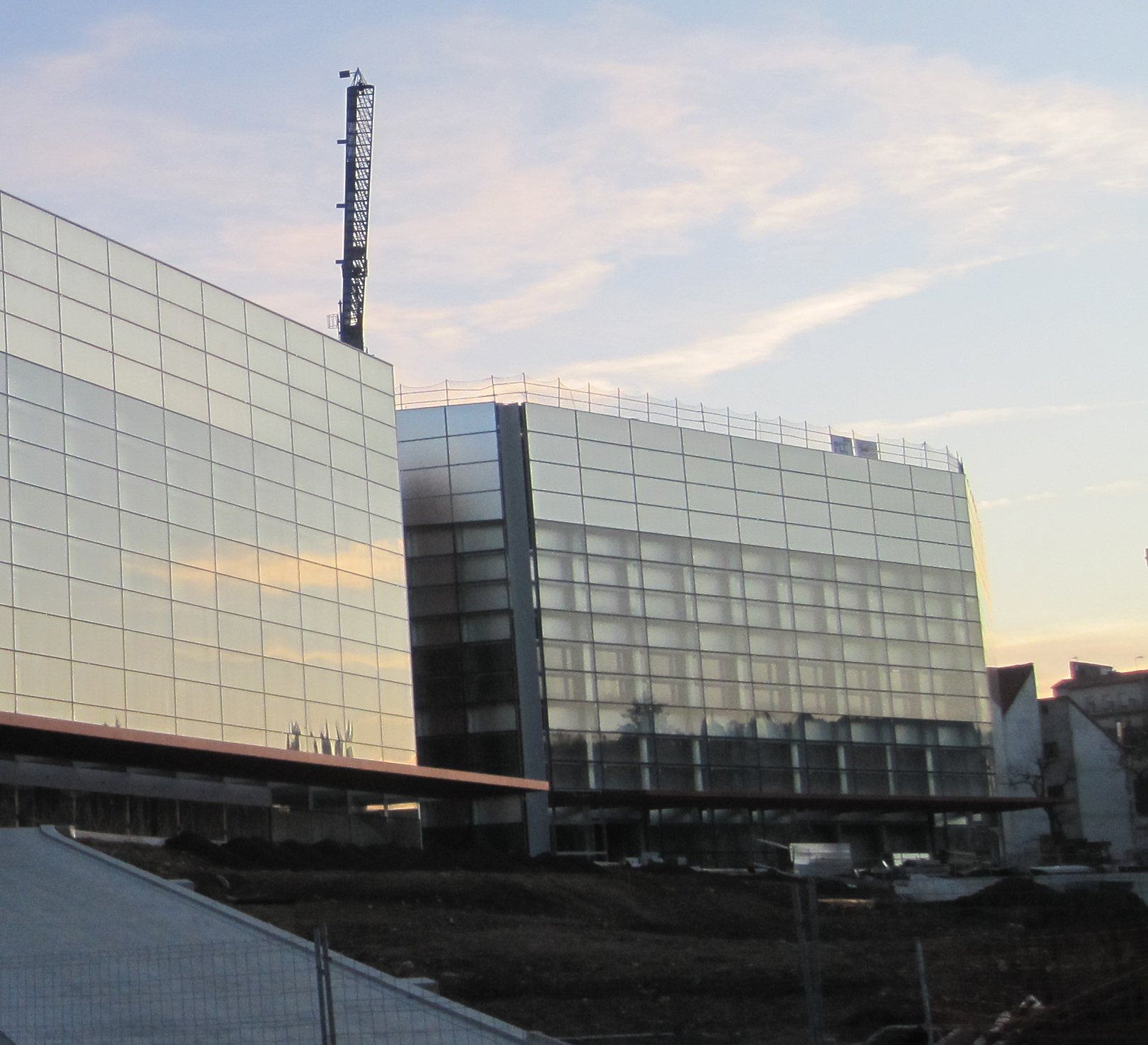
Vista del Auditorio y Palacio de Congresos de Burgos, inaugurado en 2012.

Se graduó en 1965 en la Escuela Técnica Superior de Arquitectura de la Universidad Politécnica de Madrid, donde también se doctoró en 1969. Entre 1969 y 1971 recibió una beca de IBM que le permitió desarrollar su línea de investigación en el Centro de Cálculo de Madrid. Allí, se centró en la traslación de los procesos tecnológicos al ámbito de lo social y el planeamiento urbano, continuando con la línea de investigación de su tesis doctoral. Ha sido profesor invitado en Filadelfia, Yale, Princeton, en el Graduate School of Design de Harvard University —como Kenzō Tange— y Barcelona. Entre 1959 y 1960 estudió grabado en la Escuela de Bellas Artes de San Fernando. Es catedrático del Departamento de Proyectos Arquitectónicos en la misma escuela donde se graduó, y en la que como profesor introdujo visiones metafóricas de la arquitectura frente a las matéricas del catedrático Javier Carvajal o las tectónicas del catedrático Vázquez de Castro. Ha simultaneado su carrera como arquitecto con el estudio y la práctica de la pintura, la escultura y trabajos que críticos de arte como Ángel González, Juan José Lahuerta o William Curtis han relacionado con las vinculaciones de las vanguardias artísticas del siglo XX con líneas de tradición arcaica.

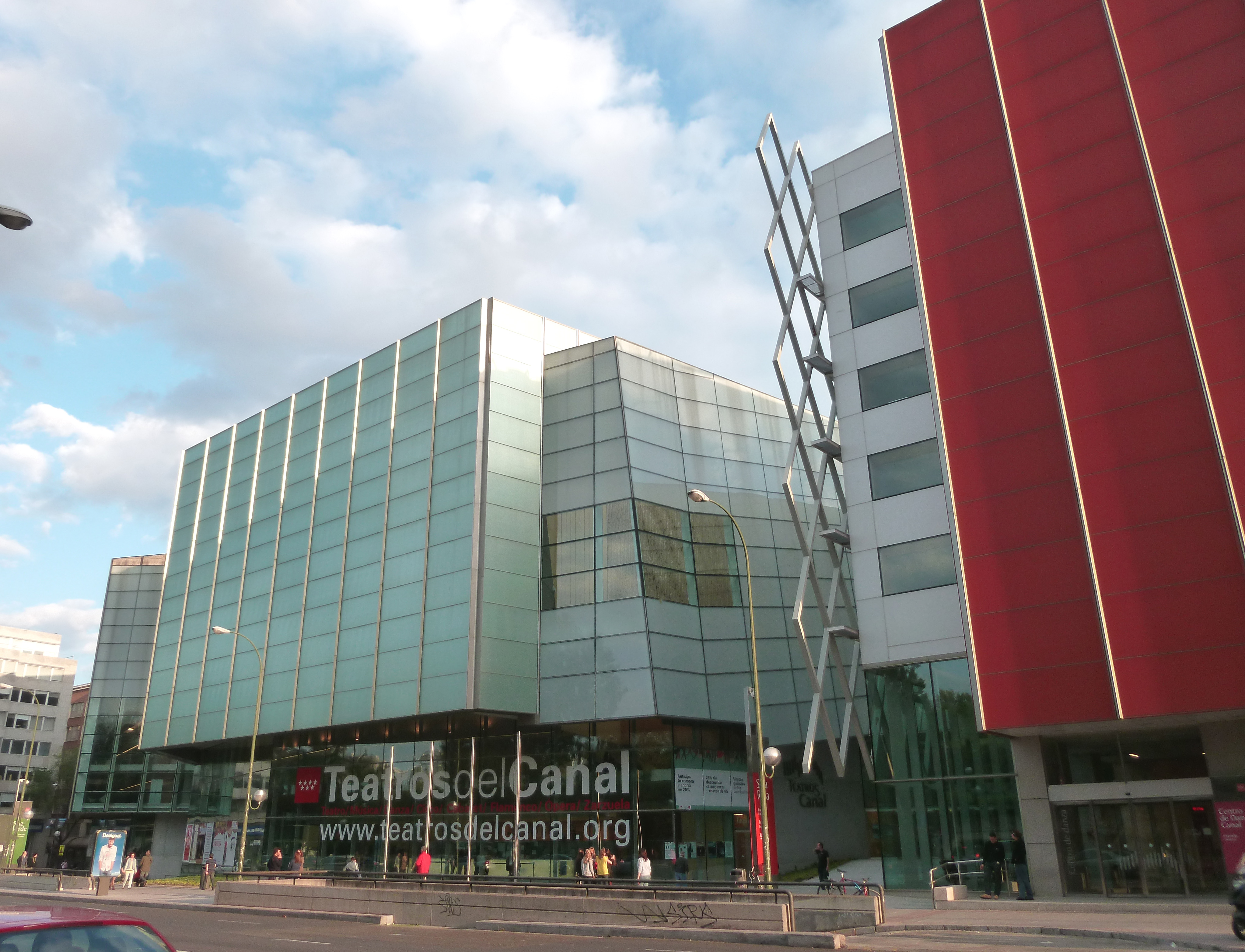
Vista de los Teatros del Canal, en Madrid, complejo del que Navarro ejecutó la mayoría del proyecto antes de ser despedido.

En 1974 fue becado por la Fundación Juan March para realizar estudios de postgrado en el Center For Advanced Visual Studies del Massachusetts Institute of Technology en Cambridge (Massachusetts), donde fue alumno de György Kepes. Fue en este momento cuando trabajó siguiendo la propuesta de Kepes de entender el objeto como visualizador concreto de las cualidades invisibles del contexto. Tema que expondría en sus ensayos "La geometría complementaria" y "Un objeto es una sección". También de esta época son sus estudios sobre la acción a distancia. En la década de 1980 inauguró su estudio de arquitectura en la calle Serrano de Madrid, que posteriormente trasladó al Madrileño barrio de Cruz del Rayo y posteriormente a la Calle Carbonero y Sol de la Colonia Residencia de Madrid. El estudio cerro sus puertas en 2016, momento en que Navarro dejó de trabajar como arquitecto. 
En su trabajo arquitectónico ha sido relacionado con el de sus contemporáneos Álvaro Siza Vieira, Alberto Campo Baeza y Rafael Moneo. Con el primero compartió un interés por la integración formal y compositiva de la arquitectura contemporánea en las escalas y ritmos de los entornos en que se inscribía. Con el segundo compartió el interés por la importancia de La Luz y la gravedad en la arquitectura. Y con el tercero las evocaciones racionalistas de contextos históricos clásicos y escandinavos. Inicialmente sin embargo el trabajo de Navarro buscaba una traslación de figuraciones y sistemas formales provenientes del arte, especialmente de la primera mitad del siglo XX. Posteriormente ha evolucionado hacia especulaciones formales, como las de otros arquitectos de su edad.
Ha desarrollado así mismo una intermitente labor crítica histórica, aportando interpretaciones del trabajo de Alejandro de la Sota Martínez, Heinrich Tessenow, Louis Isadore Kahn o Konstantín Mélnikov. En 1998 recibió la Medalla de Oro Tessenow concedida por la Alfred Toepfer Stiftung FVS por el conjunto de su trabajo. La medalla le permitió becar con el Tessenow Stipendiat al arquitecto Andrés Jaque, coautor con él en 2004 del libro sobre el arquitecto ruso Konstantín Mélnikov. Es Académico Numerario de la Real Academia de Bellas Artes de San Fernando, donde sustituyó al también arquitecto y pintor Joaquín Vaquero Turcios. Su discurso de ingreso, de título El horizonte en la mano, contenía una reflexión sobre la creación artística y arquitectónica como encuentro de dos pulsiones: la mirada hacía el límite en que los objetos se reconcilian con los contextos que activan, que Navarro Baldeweg describe con la metáfora del horizonte; y el deseo como motor de acción, descrito por Navarro con la imagen del minotauro ciego de Picasso que alarga la mano para percibir el objeto de su deseo.
Es miembro de la Real Academia de Bellas Artes de San Fernando y de la Academia Europea de Ciencias y Artes.

## Obra

### Arquitectura

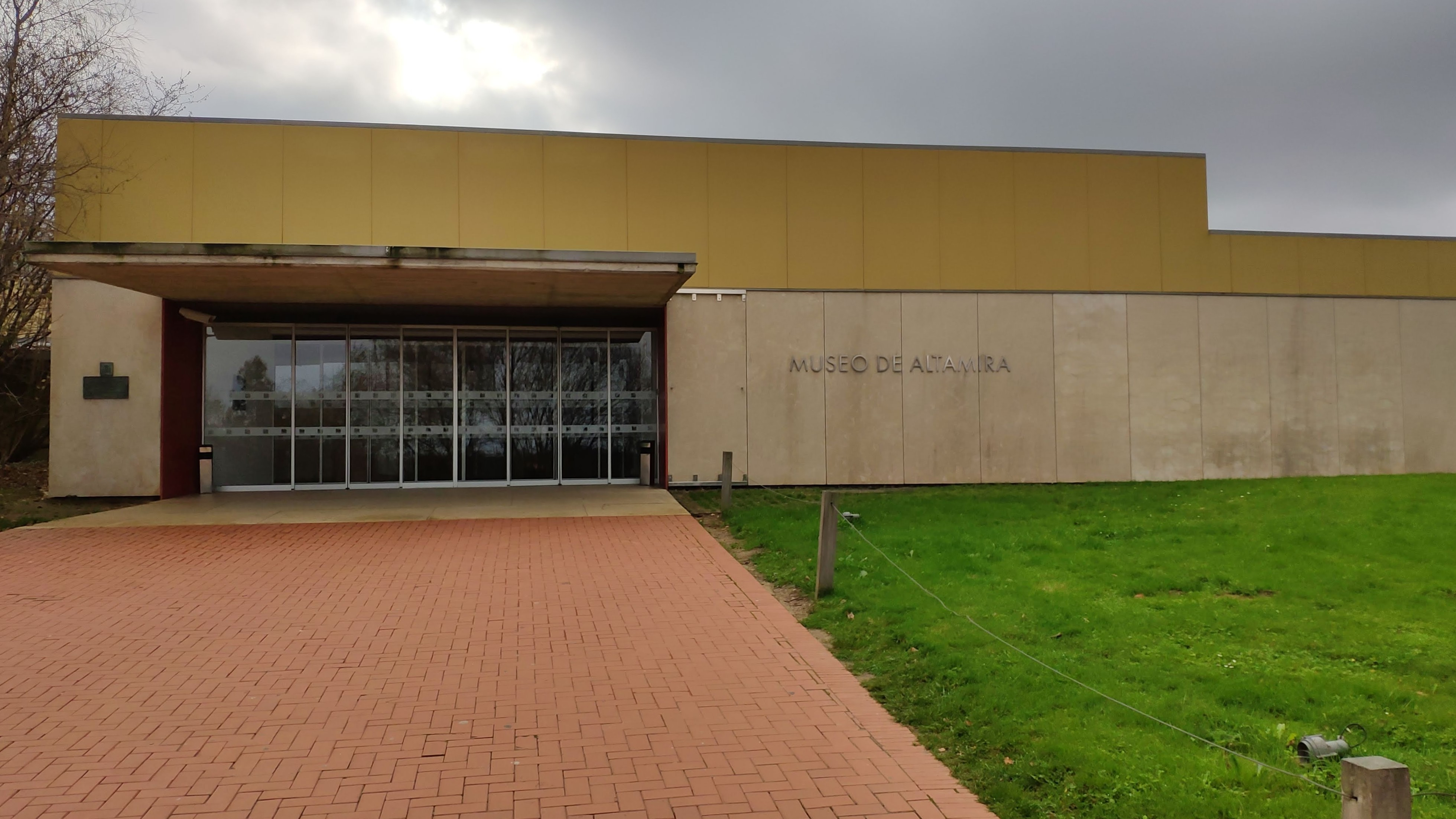
Entrada al Museo Nacional y Centro de Investigación de Altamira.

- Casa de la lluvia, Liérganes, España (1978-1982).
- Molinos del río Segura, Murcia, España (1984-1988).
- Centro de Servicios Sociales y Biblioteca en la Puerta de Toledo, Madrid, España (1985-1992).
- Palacio de congresos y exposiciones de Castilla y León o palacio de congresos de salamanca. 1.er premio, Salamanca, España (1985-1992).
- Proyecto de Remodelación Urbana, Turín, Italia (1986).
- Palacio de Congresos y Exposiciones. 1.er premio, Cádiz, España (1988).
- Pabellón de Entrenamiento en la Villa Olímpica. 1.er premio, Barcelona, España (1988).
- Centro de Espectáculos, Blois, Francia (1991).
- Centro de Congresos. 1.er premio, Salzburgo, Austria (1992).
- Recinto Ferial, Silleda, España (1992).
- Casa Estudio para el pintor Gordillo, Madrid, España (1992).
- Sede de Consejerías para la Junta de Extremadura. 1.er premio, Mérida, España (1992-1995).
- Centro Cultural, Villanueva de la Cañada, España (1992-1997).
- Museo y Centro Cultural Salvador Allende. 1.er premio, Santiago de Chile, Chile (1993).
- Edificio de Juzgados, Mahón, España (1993-1995).
- Consejería de Industria y Turismo, Toledo, España (1993-1996).
- Propuesta para la Isla de los Museos, Berlín, Alemania (1994).
- Biblioteca Hertziana. 1.er premio, Roma, Italia (1995).
- Ampliación del Centro Woolworth de la Música, Princeton, EE. UU. (1995-1997).
- Museo de las Cuevas de Altamira, Santillana del Mar, España (1995-2000).
- Edificio Departamental en la Universidad Pompeu Fabra. 1.er premio, Barcelona, España (1996-2007).
- Centro Cultural. 1.er premio, Benidorm, España (1997-2006).
- Proyecto Ampliación del Museo Nacional Centro de Arte Reina Sofía, Madrid, España (1999).
- Centro para las Artes Escénicas de la Comunidad de Madrid. 1.er premio, Madrid, España (2000).
- Centro Nacional de Investigación, Museo de la Evolución Humana y Palacio de Congresos, Burgos, España (2000-2009).
- Rehabilitación del Molino de Martos y Balcón del Guadalquivir, Córdoba, España (2001-2005).
- Palacio de la Música y de las Artes Escénicas. 1.er premio, Vitoria, España (2002).
- Instituto del Conocimiento, Amersfoort, Países Bajos (2003).
- Proyecto Ciudad del Flamenco, Jerez de la Frontera, España (2004).
- Instalación para el Pabellón Italia en la 9.ª Bienal, Venecia, Italia (2004).
- Proyecto Palacio de Congresos y Hotel, Palma de Mallorca, España (2005).
- Proyecto Parque Lineal del Manzanares, Madrid, España (2005).
- Homenaje a Barragán en la Feria del Mueble, Milán, Italia (2005).
- Remodelación de la Rivera del río Serpis y Plaza Tirant lo Blanch, Gandía (2010)
- Nuevo Hospital Universitario Central de Asturias, Oviedo, Asturias (2013).
- Ampliación de los Juzgados de Mahón, Menorca, España (2013).
- Sede Administrativa Novartis, Basilea, Suiza (2014).
- Sede de la fundación Pasqual Maragall, Barcelona, España (2016).
- Remodelación de la cela este del Capitolio y posicionamiento de la Victoria Alada, Brescia, Italia (2020).
- Reposicionamiento Pugilatore en Museo Brescia, Italia (2023).

### Artes plásticas
- Instalación Luz y metales (1976).
- Hidráulica Doméstica (Trienal de Milán, Italia 1986).
- La caja de resonancia Pintura reciente. Galería Marlborough (Madrid 2000).
- John Soane architetto, 1753-1837 (Rizonanze di Soane, Centro 2000).
- Internazionale di Studi di Architettura Andrea Palladio (Palazzo Barbaran da Porto, Vicenza, Italia 2000).
- Museo de Bellas Artes (Santander 2001).
- Centro Galego de Arte Contemporánea (Santiago de Compostela 2002).
- Galería Marlborough (Madrid 2002).
- La cassa di risonanza Galleria Aam (Milán, Italia 2003).
- La copa de Cristal. Abadía de Santo Domingo de Silos (Burgos 2004).
- Escultura. Galería Marlborough (Madrid 2004).
- Recent Paintings. Galería Marlborough Chelsea (Nueva York, Estados Unidos 2005).
- La luce, l’equilibrio e la mano. Galleria dell’Accademia di Architettura de Mendrisio (Suiza 2006).
- Habitación con figura. Variaciones. Galería Senda (Barcelona 2006).
- Una caja de resonancia. Capilla del Palacio de Carlos V. La Alhambra de Granada (Granada 2007).
- Pintar, Pintar. Galería Malborough (Madrid 2010).
- Pintar, Pintar. Galería Malborough Chelsea (Nueva York, Estados Unidos 2011).
- Grávido o liviano. Fundación Museo Jorge Oteiza (Navarra 2011).
- Un Zodíaco. Fundación ICO, Madrid, 2014.
- Dos por dos. Galería Malborough (Madrid, 2016).
- Hacer, maneras de hacer. Galería Malborough (Barcelona, 2018).
- Figuras simultáneas. Museo Patio Herreriano (Valladolid, 2019).
- In un campo di energía e di processo. Museo della Città (Brescia, 2020).
- Entonces y hoy. Galería Malborough (Madrid, 2022).

## Premios y reconocimientos
- Premio Nacional de Artes Plásticas (1990).[3]
- Medalla de Oro Heinrich Tessenow (1998).
- Honorary Fellow of The American Institute of Architects (2001)
- Medalla de Oro al Mérito en las Bellas Artes (2007).[4]
- Medalla de Oro de la Arquitectura Española (2008).[5]
- Premio X Bienal Española de Arquitectura (2009)
- Premio Nacional de Arquitectura de España (2014).